# (3388) Tsanghinchi
(3388) Tsanghinshi ist ein Asteroid des Hauptgürtels, der am 21. Dezember 1981 am Purple-Mountain-Observatorium in Nanjing entdeckt wurde.
Der Asteroid wurde nach einem chinesischen Industriellen benannt, Tsanghinchi, der dem Life Science College der Sun-Yat-sen-Universität in Guandong vorstand. Die Benennung erfolgte am 29. November 1993.